# Hans-Jürgen Audehm
Hans-Jürgen Audehm (* 2. Oktober 1940 in Gernrode, Harz) ist ein deutscher Fachbuchautor und ehemaliger 1. Sekretär der SED-Bezirksleitung Schwerin.

## Leben
Audehm wurde als Sohn eines Handelskaufmannes und einer Sachbearbeiterin geboren. Von 1947 bis 1955 besuchte er die Grundschule in Gernrode und von 1955 bis 1959 die Erweiterte Oberschule (EOS) in Quedlinburg. Nach seinem Abitur absolvierte er von 1959 bis 1963 ein Lehrerstudium am Pädagogischen Institut in Güstrow, für die Fächer Mathematik und Russisch. 1961 wurde er Kandidat und später Mitglied der SED. In der Zeit von 1963 bis 1979 war er wissenschaftlicher Assistent und Lehrstuhlleiter an der Pädagogischen Hochschule „Liselotte Herrmann“ in Güstrow. Dort promovierte er 1975 mit einer Arbeit über Die Semantik der russischen Zustandsverben und habilitierte 1981 mit dem Thema Die Valenz russischen Substantive als Prädikat.

## Karriere im SED-Parteiapparat
Von 1979 bis 1988 war er der Leiter der Abteilung Wissenschaft, Volksbildung und Kultur der SED-Bezirksleitung (BL) des Bezirks Schwerin und anschließend bis November 1989 der zuständige Sekretär für Volksbildung und Wissenschaft der BL.
Vom 3. November 1989 bis zum 2. Dezember 1989 war er als Nachfolger von Heinz Ziegner der 1. Sekretär der SED-Bezirksleitung Schwerin.
Vom 3. bis zum 10. Dezember 1989 gehörte er dem Arbeitsausschuss zur Vorbereitung des außerordentlichen Parteitages der SED an, der mit der Umstrukturierung der SED zur SED-PDS befasst war.

## Betätigung nach der Wende
Nach der politischen Wende in der DDR war er 1990 bis 1992 wissenschaftlicher Oberassistent an der Fachhochschule für öffentliche Verwaltung in Güstrow. Nach seiner zwischenzeitlichen Arbeitslosigkeit wurde ab 1994 Bundesprogrammlehrer des Auswärtigen Amtes an der Universität der westsibirischen Stadt Barnaul und an der Nowosibirsker Staatlichen Universität in Akademgorodok.
Von 1996 bis 2001 war er pädagogischer Koordinator der Deutschen Gesellschaft für Technische Zusammenarbeit (GTZ) für das Programm des Bundesministerium des Innern „Breitenarbeit zu Gunsten der russland-deutschen Minderheit in der Russischen Föderation u. Kasachstan“. Vor seinem Ruhestand war ab 2002 als Projektleiter der Deutschen Angestellten-Akademie in Schwerin beschäftigt.

## Weitere Betätigungen und Autorenschaft
Audehm ist Mitglied der Landesverbände Mecklenburg-Vorpommern der Volkssolidarität und der Osteuropa-Freundschaftsgesellschaft. Weiterhin ist er Autor von mehr als 40 Veröffentlichungen auf dem Gebiet der Sprachwissenschaft und lebt in Schwerin.

## Publikationen
- Man lernt nie aus. Moskau 2000
- Wer wagt – gewinnt. Moskau 2001.